# شینانو مارو(۱۹۰۰)
شینانو مارو(۱۹۰۰) (به انگلیسی: Shinano Maru (1900)) یک کشتی بود که طول آن ۱۳۵٫۶۳۵ متر (۴۴۵ فوت ۰ اینچ) بود. این کشتی در سال ۱۹۰۰ ساخته شد.